# Diritto amministrativo

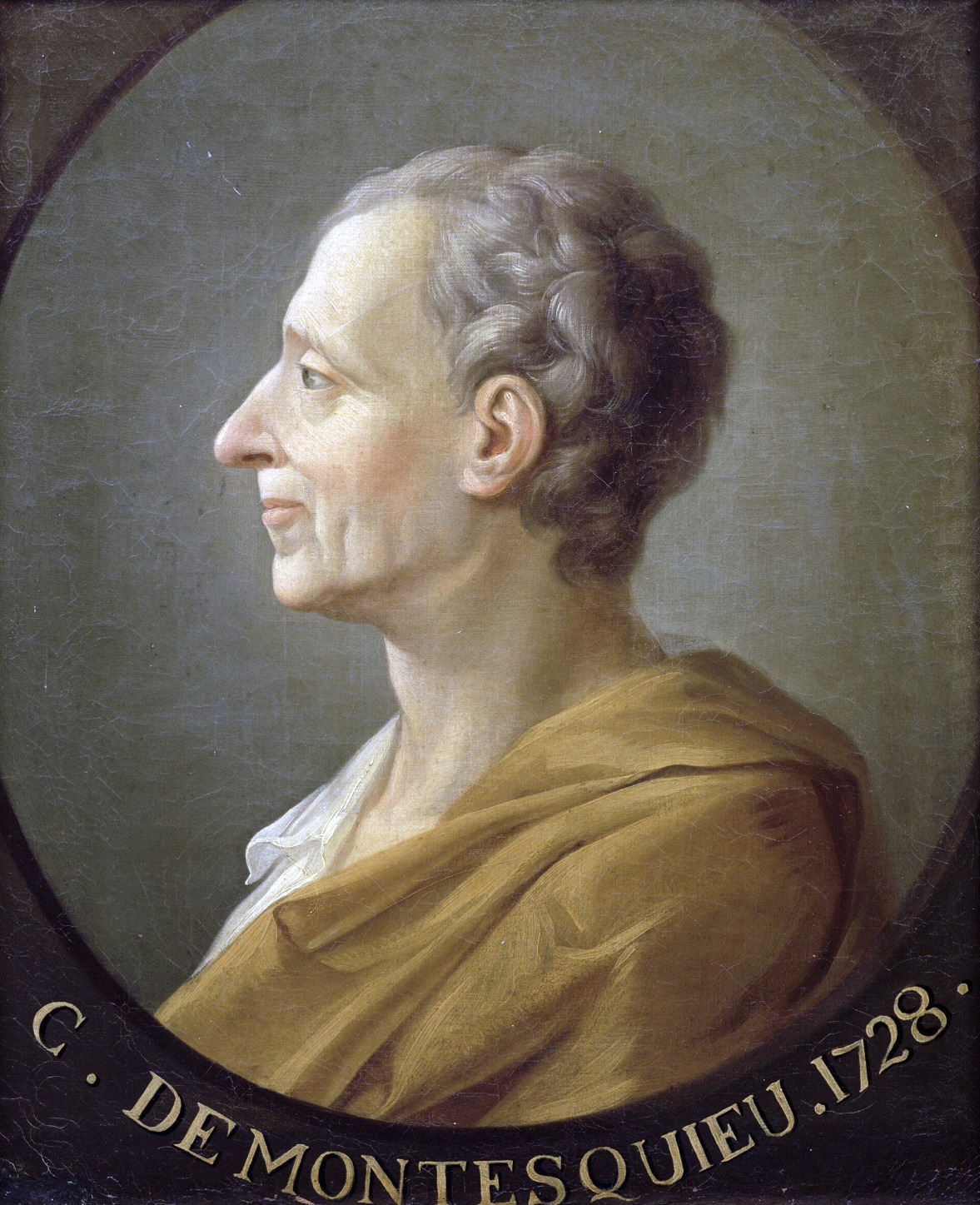
Dipinto di Montesquieu del 1728

Il diritto amministrativo, soprattutto nei Paesi dell'Europa continentale, è una parte del diritto pubblico, le cui norme regolano l'organizzazione della pubblica amministrazione e la sua attività, diretta al perseguimento degli interessi pubblici; il diritto amministrativo, quindi, regola un'importante parte dei rapporti tra i cittadini e le varie manifestazioni del potere pubblico.
Nei Paesi legati alla tradizione anglosassone, invece, propriamente un diritto amministrativo analogo al relativo modello europeo non esisterebbe, anche se, negli ultimi due secoli, soprattutto con il diritto della regolazione amministrativa nei confronti di alcuni rilevanti aspetti dei mercati economici, anche negli Stati Uniti e nel Regno Unito può assistersi all'affermazione di una normativa concernente l'organizzazione ed il funzionamento degli apparati statali, delineando un particolare settore normativo, denominato administrative law.

## Storia
L'espressione droit administratif e il termine fonctionnaire nascono per la prima volta in Francia per effetto della Rivoluzione francese e si diffondono sotto il primo impero, quando furono abbattute non solo le istituzioni politiche ma anche quelle amministrative dell'Ancien régime.
La genesi del diritto amministrativo è da collegare al principio di divisione tra i poteri dello Stato, principio elaborato da Montesquieu e da lui espresso nello scritto lo spirito delle leggi del 1748, secondo il quale il potere dello Stato deve suddividersi in potere legislativo, potere esecutivo e potere giudiziario; il potere amministrativo, originariamente definito «esecutivo», consiste nell'organizzazione di mezzi e di persone, cui è devoluta la funzione di raggiungere gli obiettivi di interesse pubblico, in un modo immediato e concreto, definiti dall'ordinamento.
Nella sua fase iniziale, il diritto amministrativo presentava i seguenti caratteri:
- rafforzamento del potere pubblico nei confronti dei cittadini, dei terzi contraenti e degli stessi dipendenti pubblici;
- sottoposizione del potere pubblico a norme speciali, derogatorie del diritto comune;
- centralizzazione dell'attività amministrativa, per cui vengono soppressi i poteri intermedi come il prefetto, le corporazioni, ecc.;
- ampio potere regolamentare dell'esecutivo;
- separazione tra funzione amministrativa e funzione giurisdizionale, in modo che i giudici non possano interferire in alcuna maniera con l'attività degli organi amministrativi:
- creazione del Conseil d'Etat, come corpo amministrativo (i cui membri erano nominati e destituiti discrezionalmente dall'esecutivo) che redigeva testi normativi, svolgeva attività di alta amministrazione, decideva sui conflitti di attribuzione e decideva controversie amministrative.[6]

Louis-Antoine Macarel fu il primo giurista che si impegnò in un effort d'inventaire, cioè lo sforzo di raccogliere ed inventariare le ottantamila leggi esistenti per mettere fine al caos derivante dalla Rivoluzione francese: 1818 apparve il primo volume di Macarel sulla giurisprudenza amministrativa (in molti settori non vi erano leggi regolatrici e quindi la disciplina era quella individuata di volta in volta dalla giurisprudenza) e l'anno seguente inizia un insegnamento della materia all'Università di Parigi; precisamente, i primi quattro grandi giuristi, studiosi del neonato diritto amministrativo, furono Macarel, Vivien, Cormenin e Gerando, tutti componenti del Conseil d'Etat e impegnati nella vita pratica come amministratori pubblici; in particolare, secondo quanto riferisce Tocqueville nel 1846, Cormenin e Vivien parteciparono alla redazione dello Statuto albertino.

## Partizioni del diritto amministrativo
Il diritto amministrativo (come molti altri rami del diritto) consta di:
- una parte generale (procedimento amministrativo, enti pubblici, contratti, pubblico impiego, ecc.), che tratta di istituti sostanziali e costituisce l'oggetto centrale dei manuali tradizionali;[8]
- una parte speciale, che si interessa della sicurezza pubblica, del governo del territorio, dell'ambiente, delle professioni, dell'urbanistica ed edilizia, ecc.;[9] in tale ambito comportamenti omissivi o trasgressivi da parte di privati sono sanzionati da pene e rientrano nell'ambito del diritto amministrativo sanzionatorio o sono una parte del diritto penale, nonché del diritto processuale penale e del diritto penitenziario.[10]
- una parte prettamente processuale, dato che il processo amministrativo è regolato da norme parzialmente divergenti da quelle di altre discipline processuali.[11]

Un importante settore del diritto amministrativo è il diritto privato della pubblica amministrazione: si tratta di una complessa ed innovativa disciplina, che si viene componendo all'intersezione fra il diritto privato ed il diritto amministrativo. In esso, soggetti pubblici e privati operano, nel contesto di alcune nuove regole sostanziali (si può pensare alla privatizzazione delle fonti, avvenuta con la contrattualizzazione del rapporto di lavoro - alle dipendenze delle pubbliche amministrazioni -, con la privatizzazione del diritto del lavoro pubblico e con i nuovi criteri di riparto della giurisdizione, in particolare quello per materia), applicabili appunto ai soggetti pubblici o privati, ed anche alle società miste: si può pensare alle società create nell'ordinamento dalle riforme di privatizzazione, con le quali i grandi enti pubblici nazionali sono stati trasformati in società per azioni (FS, Enel, Eni, solo per citare i più noti); sul versante locale, analoga trasformazione ha interessato le aziende municipalizzate (Acea, Aem, Hera, ecc.).

## Le fonti del diritto amministrativo
Le fonti del diritto amministrativo possono essere adeguatamente rappresentate solo in chiave evolutiva, in quanto dal 1865 ad oggi vi sono stati profondi mutamenti istituzionali e ordinamentali che hanno rivoluzionato l'impianto originario.
Attualmente, per il diritto amministrativo si distinguono:
- fonti ordinarie: innanzitutto le leggi ed i regolamenti, ma anche fatti o atti idonei a produrre norme giuridiche secondo le previsioni dell'ordinamento giuridico, al fine di innovarlo.[15] La Costituzione non indica quali siano i fatti o gli atti idonei ad innovare l'ordinamento stesso: solo nelle Disposizioni sulla legge in generale (Codice Civile) dette "preleggi" è formulata una gerarchia delle fonti, peraltro non tassativa e quindi modificabile (ricordiamo infatti che nell'elenco sono ancora incluse le norme corporative e ovviamente, data l'epoca, nulla è detto sulla costituzione), tanto più che il Codice del 1942 è adottato con Regio decreto ed è quindi privo di forza costituzionale.[16]
- fonti extra ordinem: norme poste da soggetti privi di potestà normativa e con modalità anomale rispetto alle previsioni dell'ordinamento, secondo il principio di necessità (ad es. il decreto legge).[17]
- fonti atipiche: si collocano ad un livello intermedio tra le fonti di grado costituzionale e le leggi ordinarie (ad es. il diritto comunitario[18], i referendum abrogativi e le sentenze della Corte costituzionale).

La rilevanza pratica dell'individuazione delle fonti consiste nella possibilità di risolvere alcune questioni inerenti:
1. i rapporti tra le varie fonti;[19]
2. il fenomeno della degradazione delle fonti;
3. la conoscenza dei criteri che guidano un dato ordinamento al fine di interpretarne le disposizioni ed i precetti.[20]

## Principi del diritto amministrativo
Le prerogative riconosciute all'Amministrazione sono circoscritte da ben precisi limiti, collegati, nel sistema giuridico italiano, al rispetto del principio costituzionale di legalità, secondo il quale l'amministrazione può esprimersi solo attraverso l'emanazione degli atti amministrativi previsti e tipizzati dalla legge (principio di tipicità) e al solo scopo di perseguire il fine indicato dalla legge (principio di nominatività). Questi ed altri principi sono alla base delle cd. norme di azione, che disciplinano l'attività autoritativa dell'amministrazione: dalla violazione di tali principi e norme deriva la patologia dell'atto amministrativo, in termini di loro nullità, inesistenza ed annullabilità.
Strettamente connessa alla disciplina dell'attività dell'amministrazione pubblica è dunque la possibilità di reagire giurisdizionalmente contro gli atti amministrativi assunti in dispregio della legge. A tale scopo, in Italia, sussiste un plesso giurisdizionale apposito, composto dai Tribunali Amministrativi Regionali, dal Consiglio di Stato e dal Consiglio di giustizia amministrativa per la Regione siciliana. Ad essi è assegnata la funzione di annullare gli atti amministrativi illegittimi.

### Il principio di legalità
Nell'ordinamento giuridico italiano convivono almeno tre concezioni del principio di legalità:
1. non contraddittorietà dell'atto amministrativo rispetto alla legge (si parla in questo caso di preferenza della legge); l'art. 4 disp. prel. cod. civ. stabilisce che i regolamenti amministrativi non possono contenere norme contrarie alle disposizioni di legge;
2. conformità formale, che esplica l'esigenza che l'azione amministrativa abbia uno specifico fondamento legislativo impostando il rapporto tra legge e amministrazione non solo sul divieto di quest'ultima di contraddire la legge, ma anche sul dovere della stessa di agire nell'ipotesi ed entro i limiti fissati dalla legge che attribuisce il relativo potere;
3. conformità sostanziale, che comporta un ulteriore approfondimento rispetto alla conformità formale: si fa infatti riferimento non solo alla necessità che l'amministrazione agisca in conformità alla legge, ma a quest'ultima viene data anche la facoltà di incidere pure sulle modalità di esercizio dell'azione.

### Il principio di buon andamento e il principio di imparzialità
L'art. 97 della costituzione cita inoltre il principio di buon andamento e il principio di imparzialità.
Il primo impone che l'amministrazione agisca nel modo più adeguato e conveniente possibile.
Il principio di imparzialità è invece uno dei principi fondamentali in quanto prescrive che l'azione della pubblica amministrazione non può essere faziosa e deve perseguire gli interessi collettivi e non quelli di singoli privati. Il principio di imparzialità, oltre ad applicarsi alla attività della amministrazione (la quale deve quindi prendere in considerazione tutti gli interessi in gioco), si applica anche alla organizzazione della p.a (vedi i concorsi ad evidenza pubblica per la scelta dei candidati ad un posto di lavoro oppure la scelta di una ditta per quanto riguardi gli appalti).
La violazione dei principi di buon andamento e di imparzialità può essere contestata dai privati o da altre amministrazioni quando venga leso un loro interesse legittimo.

### Il principio di responsabilità
L'art. 28 Cost. dice: I funzionari e i dipendenti dello Stato e degli enti pubblici sono direttamente responsabili, secondo le leggi penali, civili e amministrative, degli atti compiuti in violazione di diritti. In tali casi la responsabilità civile si estende allo Stato e agli enti pubblici.

## Gli strumenti del diritto amministrativo (atti amministrativi)
A tal fine, la P.A. dispone, a differenza di quanto avviene nei rapporti tra privati, di strumenti peculiari che permettono di modificare unilateralmente e autoritativamente le situazioni giuridiche soggettive (diritti soggettivi e interessi legittimi) degli altri soggetti dell'ordinamento.
Tali strumenti consistono, di massima, nella categoria dei cosiddetti atti amministrativi, che a loro volta si distinguono in atti amministrativi in senso stretto e in provvedimenti.

Questi si caratterizzano per il fatto di essere il risultato pratico dell'esercizio di una funzione pubblica, per avere efficacia esterna rispetto all'ente pubblico da cui promanano, e per essere, infine, in linea di massima, manifestazioni della volontà dell'ente pubblico.
Il diritto amministrativo copre tuttavia solamente una parte della sfera di attività della pubblica amministrazione, che può anche contrarre diritti e obblighi secondo le norme del diritto privato. Nell'esercizio dei propri poteri autoritativi, la pubblica amministrazione è chiamata ad adottare tendenzialmente gli strumenti propri del diritto pubblico, anche nei casi in cui il diritto privato offrirebbe degli strumenti giuridici ad essi alternativi (es. compravendita vs espropriazione), al fine di perseguire e distinguere la finalità del pubblico interesse da quella del perseguimento dell'interesse singolare che è tipico del diritto privato. Per tale motivo, i pubblici poteri non dovrebbero trarre un'utilità a favore della propria personalità giuridica né, in particolare, un vantaggio patrimoniale dall'applicazione degli strumenti esclusivamente contemplati nell'ambito del diritto pubblico, a partire dalla lesione dei diritti alla proprietà privata non strettamente necessarie o non adeguatamente indennizzate.
Il diritto amministrativo, poi, nell'ultimo cinquantennio, ha acquisito una dimensione sovranazionale e non statale, che era già parzialmente presente nell'originaria configurazione di questa parte del diritto pubblico, nell'ambito dell'amministrazione statale per gli "affari esteri", ed è divenuta particolarmente ampia sia in alcuni ordinamenti sovranazionali, legati esemplificativamente alle esperienze della Unione europea e della "Convenzione Europea dei Diritti dell'Uomo" - CEDU -, sia nel diritto globale.
In questo contesto, il diritto amministrativo si pone anche come una disciplina speciale, diretta ad individuare le fondamenta di un sistema fondato sul perseguimento dell'interesse pubblico, che tuttavia può avvincere anche l'attività materiale oppure può condizionare l'attività svolta nell'ambito del diritto privato dalla pubblica amministrazione, potendo quindi riguardare anche l'erogazione dei servizi pubblici economici e non economici, rispetto ai quali la specialità del diritto amministrativo è spesso delineata anche dal diritto ultrastatale, come può avvenire per l'erogazione dell'istruzione scolastica.

## Funzione giurisdizionale
Il diritto amministrativo è strettamente connesso alla funzione giurisdizionale svolta dai giudici amministrativi.
Nonostante la dottrina non sia concorde, si possono annoverare tre giurisdizioni differenti all'interno del potere giurisdizionale amministrativo: 
- la giurisdizione di legittimità, che si occupa di disposizioni di annullamento o confermatorie per gli atti o i provvedimenti della pubblica amministrazione impugnati a tutela degli interessi legittimi del ricorrente (oggi però il potere del giudice amministrativo si è molto ampliato);
- la giurisdizione di merito, che si occupa di verificare la rispondenza dell'azione della pubblica amministrazione alle norme extra-giuridiche della cd. "arte di amministrare" e l'opportunità dell'atto amministrativo emanato (è da notare che tale sindacato in via giudiziale è limitato a singole fattispecie tassativamente previste dalla legge al fine di non creare un "giudice-amministratore" in violazione del principio di separazione dei poteri); ed infine
- la giurisdizione esclusiva, che non rappresenta un tertium genus di giurisdizione, poiché sempre affidata al giudice amministrativo, il quale può però, in materie specifiche indicate dalla legge, essere adito a tutela dei diritti soggettivi.

L'opportunità di una funzione giurisdizionale distinta è stata studiata in Francia nell'Ottocento, a seguito della famosa sentenza "Arrêt Blanco".